# Musée de la viscose
Le musée de la viscose est un musée  situé à Échirolles près de Grenoble. Installé sur le site industriel, entre les terrains de l'ancienne usine Cellatex et la cité qui abritait ses ouvriers, le musée retrace l'histoire de soixante ans de production de viscose.

## Histoire
L'origine du musée est la fermeture de l'usine grenobloise de la Société de la Viscose en 1989. Pour maintenir la mémoire de cette activité industrielle installée en 1927, une association d'anciens viscosiers créa le musée sur l'ancien site de l'usine avec l'appui de Cellatex et en association avec le musée dauphinois. L'inauguration a lieu le 1er juillet 1992.
En 2004, le musée est devenu un musée départemental. Début mai 2012, le Musée de la Viscose est repassé dans le giron du service culture de la ville d'Échirolles et n'est plus un musée départemental.
Depuis le 1er mars 2021, le musée de la Viscose a rejoint le TRACé (Territoire Ressources, Arts et Culture Échirolles), un EPA qui administre également le musée Géo-Charles et le Centre du graphisme, tous deux situés à Échirolles.
En 2022, la ville d'Echirolles annonce envisager de démolir le musée de la Viscose et de regrouper ses collections avec celles du musée Géo-Charles.

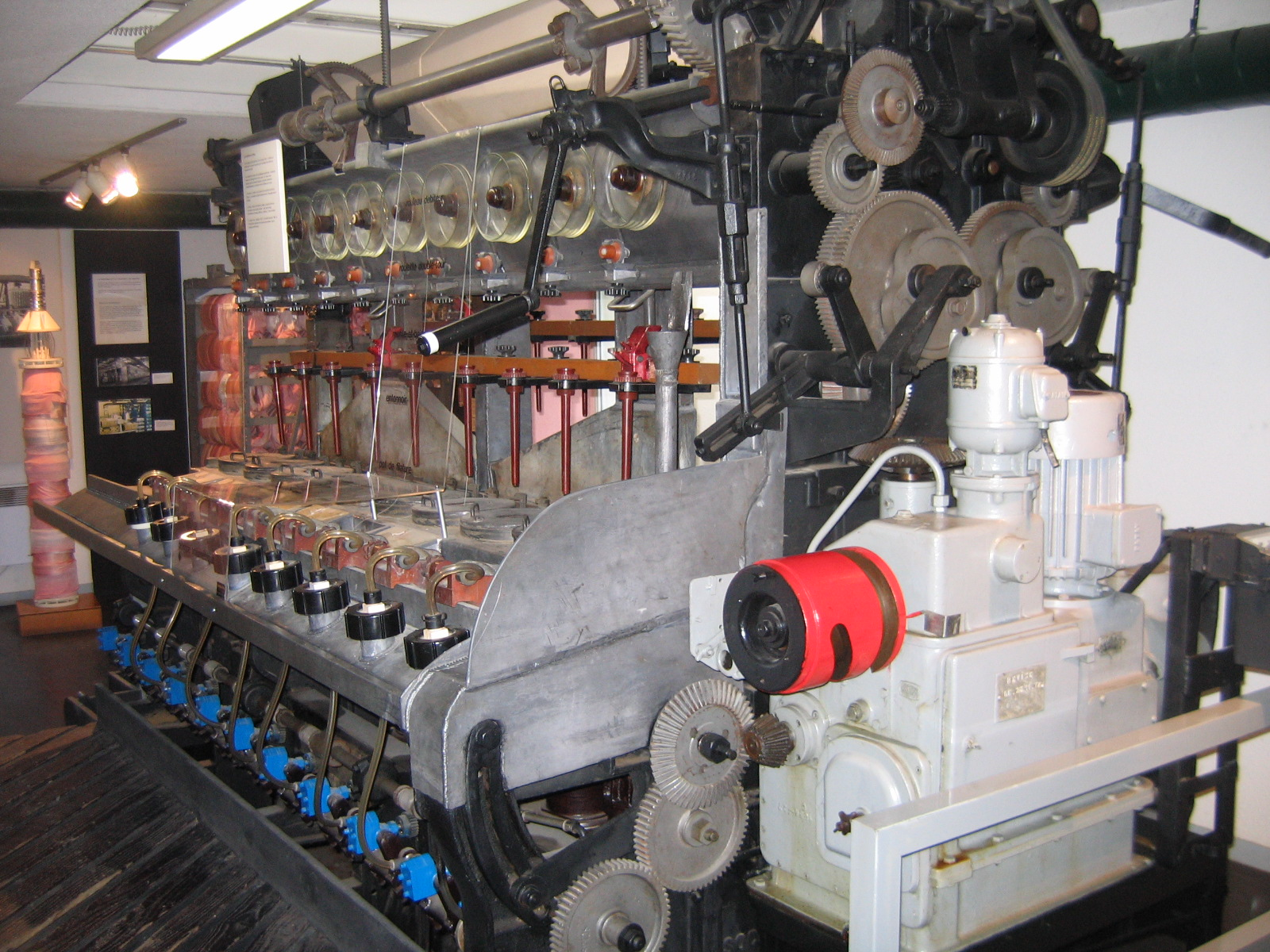
Fileuse à viscose.

## Collections permanentes
Les collections du musée qui comptent 634 objets dont 184 exposés retracent l'histoire de la viscose à Grenoble, avec en particulier :
- l'histoire de l'invention de la viscose (des objets de l'atelier du Comte Hilaire de Chardonnet au château du Vernay, inventeur de la soie artificielle évoquent la genèse de cette invention) ;
- le procédé de fabrication, avec un certain nombre de machines conservées ;
- le travail dans l'usine ;
- la vie des ouvriers dans la cité ;
- l'histoire de l'usine de Grenoble (usine Cellatex).

## Expositions
Le musée de la Viscose est aussi un lieu qui accueille des expositions temporaires, en particulier sur le monde du travail en Isère.